# Jerzy Hagmajer

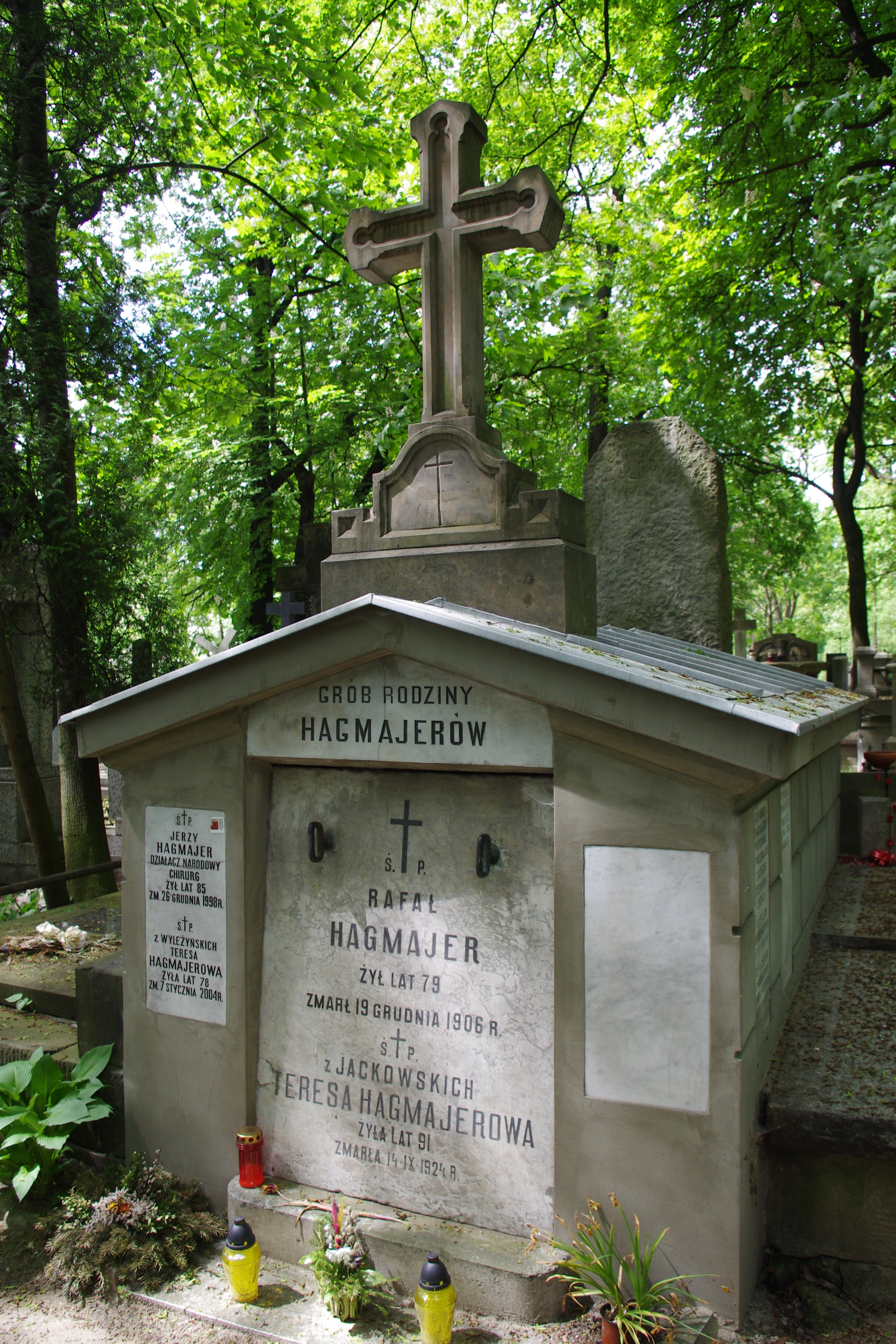
Grób lekarza i polityka Jerzego Hagmajera na Starych Powązkach w Warszawie

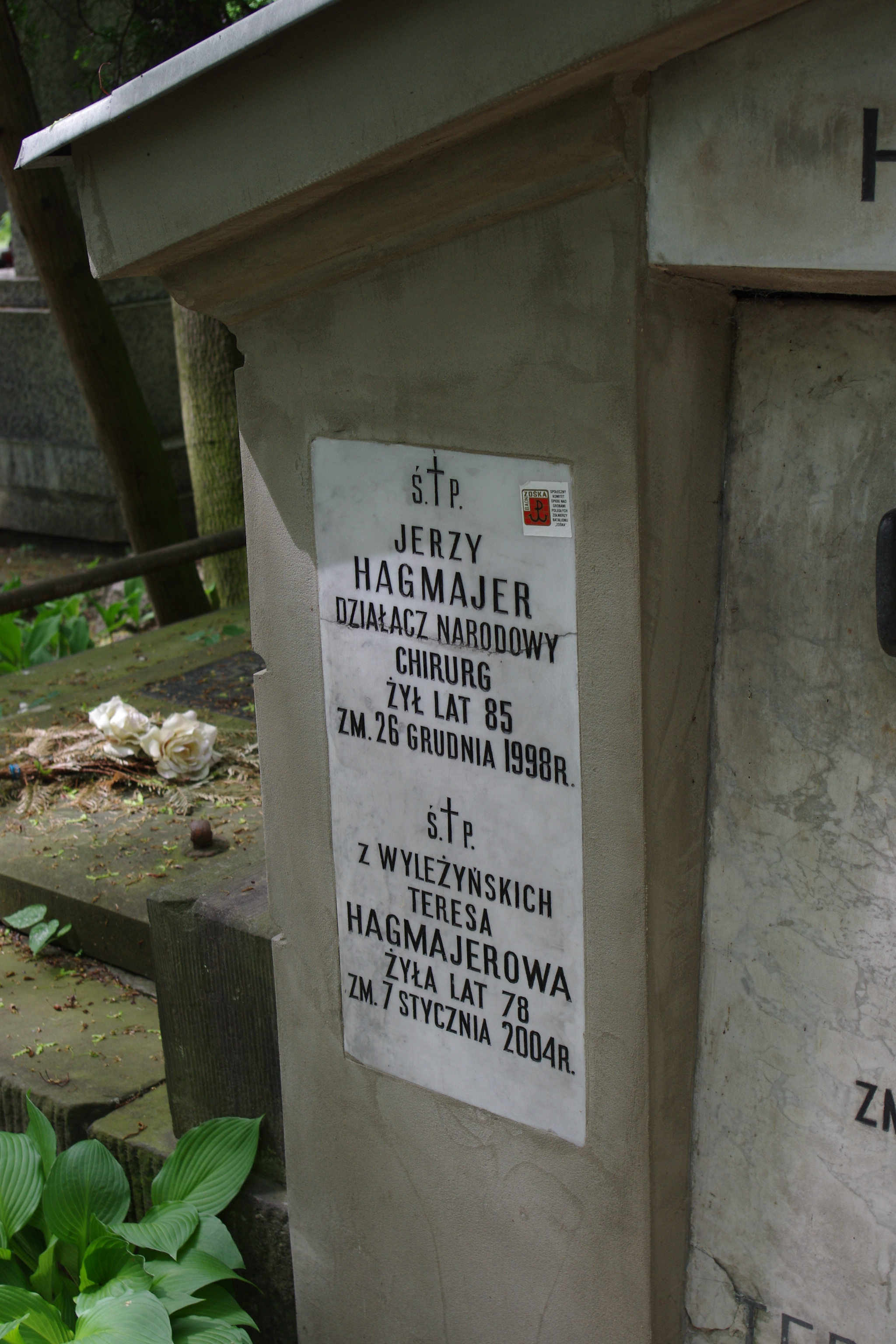
Grób lekarza i polityka Jerzego Hagmajera na Starych Powązkach w Warszawie

Jerzy Hagmajer, ps. Kiejstut, Marek (ur. 8 grudnia 1913 w Warszawie, zm. 26 grudnia 1998 tamże) – polski chirurg, działacz społeczny, działacz ruchu narodowego, obrońca Warszawy we wrześniu 1939. Zastępca komendanta głównego Konfederacji Narodu Bolesława Piaseckiego, porucznik Armii Krajowej, więzień Pawiaka. Poseł na Sejm PRL III, IV, V i VI kadencji.

## Życiorys
Urodził się w rodzinie Stanisława Adalberta Aleksandra (1872–1949) i Marii Józefy z Michaelich. Jego brat Bolesław (1905–1940) został zamordowany przez NKWD w Charkowie. Ukończył Szkołę Podstawową nr 54 w Warszawie (na Pradze), a następnie Gimnazjum im. Jana Zamoyskiego. Maturę zdał w 1931. Był członkiem Obozu Wielkiej Polski, Obozu Narodowo-Radykalnego i Ruchu Narodowo-Radykalnego. Działał w konspiracji, był osadzony m.in. w Miejscu Odosobnienia w Berezie Kartuskiej (w 1934). Został stamtąd wypuszczony po interwencji matki – działaczki Polskiej Partii Socjalistycznej – u Józefa Piłsudskiego. W 1939 ukończył studia medyczne na Wydziale Lekarskim Uniwersytetu Warszawskiego.
Po wybuchu II wojny światowej należał do podziemnej organizacji „Pobudka”, będąc członkiem jej kierownictwa i redaktorem technicznym tytułu o tej samej nazwie. Od 1941 był członkiem Konfederacji Narodu. Więziony w więzieniu na Pawiaku od października 1941 do czerwca 1942. Od lutego 1943 zastępca komendanta głównego Konfederacji Narodu, kierował organizacją po nieobecność Bolesława Piaseckiego w Warszawie. W powstaniu warszawskim walczył w Zgrupowaniu „Radosław”, pracował w Szpitalu Karola i Marii, następnie w Szpitalu Wolskim. Wyszedł z Warszawy z rannymi.
Po upadku powstania z grupą lekarzy wojskowych: Janem Mazurkiewiczem „Radosławem”, dr Chodorowskim oraz Henrykiem Bukowieckim stworzył w Częstochowie, w pomieszczeniach przekazanych przez zakon paulinów, szpital nazwany Szpitalem Warszawskim. Działacz Organizacji „Nie” od 1945.
W latach 1945–1980 lekarz w Szpitalu Praskim, także zastępca ordynatora III oddziału chirurgicznego oraz dyrektor tej placówki. Współzałożyciel i pierwszy dyrektor Liceum pw. św. Augustyna w Warszawie (1949–1950). 
Współzałożyciel tygodnika „Dziś i Jutro” oraz Stowarzyszenia „Pax” (przez wiele lat wiceprzewodniczący). Redaktor tygodnika „Kierunki”. Z ramienia „Pax” sprawował mandat posła na Sejm PRL III, IV, V i VI kadencji. Od 1962 był członkiem Ogólnopolskiego Komitetu Pokoju.
Jego żona Teresa Ludwika z Wyleżyńskich h. Trzaska (1926–2004), była sanitariuszką podczas powstania warszawskiego.
Został pochowany na warszawskich Powązkach (kwatera 163-3-21,22).

## Ordery i odznaczenia
- Krzyż Komandorski Orderu Odrodzenia Polski[6]
- Krzyż Oficerski Orderu Odrodzenia Polski (22 listopada 1955)[7][8]
- Krzyż Walecznych (dwukrotnie)[6]
- Złoty Krzyż Zasługi (dwukrotnie: w tym 20 lipca 1954[9])
- Krzyż Partyzancki[6]
- Warszawski Krzyż Powstańczy[6]
- Krzyż Armii Krajowej[6]
- Medal za Warszawę 1939–1945[6]
- Odznaka 1000-lecia Państwa Polskiego[8]